# ريتشارد فان كامب
ريتشارد فـان كامب (بالإنجليزية: Richard Van Camp)‏ (8 سبتمبر 1971)؛ كاتب سيناريو، كاتب وروائي كندي.